# LEADER

Logo von LEADER

LEADER (englischsprachiges Akronym von französisch Liaison entre actions de développement de l'économie rurale, „Verbindung zwischen Aktionen zur Entwicklung der ländlichen Wirtschaft“) ist ein Maßnahmenprogramm der Europäischen Union, mit dem seit 1991 modellhaft innovative Aktionen im ländlichen Raum gefördert werden. Lokale Aktionsgruppen erarbeiten vor Ort Entwicklungskonzepte. Ziel ist es, die ländlichen Regionen Europas auf dem Weg zu einer eigenständigen Entwicklung zu unterstützen. Aufgrund des erfolgreich verlaufenden Einsatzes als so genannte Gemeinschaftsinitiative zwischen 1991 und 2005 ist der LEADER-Ansatz seit 2006 als eigenständiger Schwerpunkt in die Mainstream-Förderung aufgenommen worden.

## Geschichte
Die LEADER-Förderung erfolgt in zeitlich begrenzten Förderperioden. Bisher sind dies gewesen:
- 1991–1994 (LEADER I)
- 1994–1999 (LEADER II)
- 2000–2006 (LEADER+)
- 2007–2013
- 2014–2022
- 2023–2027

Mit Verordnung (EG) Nr. 1260/1999 des Rates vom 21. Juni 1999 legte der Rat der Europäischen Union allgemeine Bestimmungen über die Strukturfonds fest. Strukturfonds im Sinne der Verordnung waren der Europäische Fonds für regionale Entwicklung (EFRE), der Europäische Sozialfonds (ESF), der Europäische Ausrichtungs- und Garantiefonds für die Landwirtschaft (EAGFL), Abteilung „Ausrichtung“, und das Finanzinstrument für die Ausrichtung der Fischerei (FIAF). Aus diesen Fonds werden auch Gemeinschaftsinitiativen gefördert, darunter das LEADER-Programm, für welches Leitlinien in einer gesonderten Mitteilung festgelegt wurden.

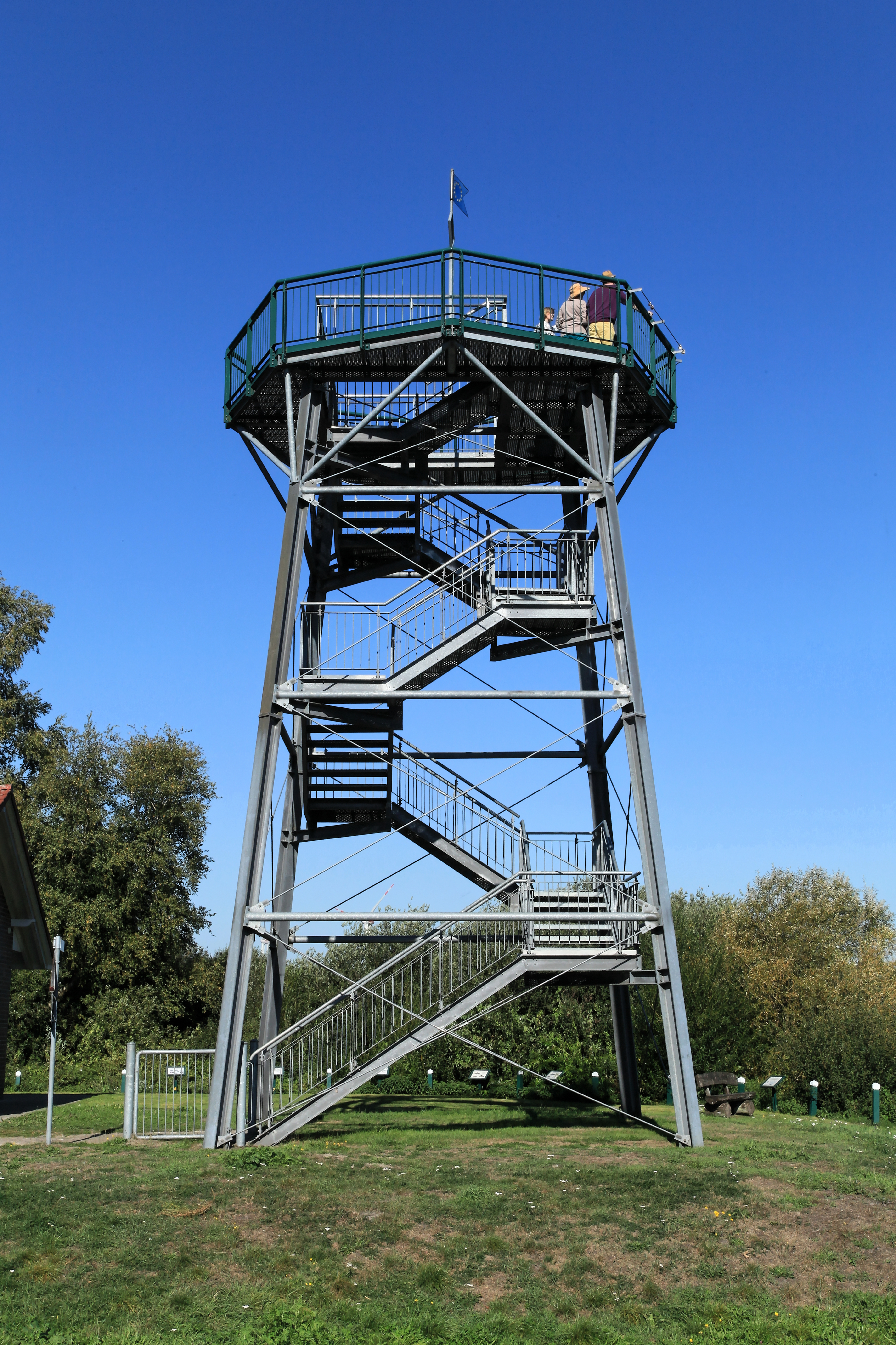
Mit Mitteln aus dem Programm LEADER+ finanzierter Aussichtsturm in Barßel

In Form der Gemeinschaftsinitiative brachte LEADER+ in der Programmperiode 2000–2006 den Durchbruch. Für LEADER+ standen in der Laufzeit von 2000 bis 2006 in Deutschland 247 Millionen Euro (in Preisen von 1999) an Gemeinschaftsmitteln bereit. Der gesamte EU-Beitrag für LEADER+ für diesen Zeitraum wurde aus dem Agrarhaushalt der EU über den EAGFL, Abteilung Ausrichtung, finanziert. In Österreich standen für LEADER+ im selben Zeitraum rund 75 Millionen Euro an Gemeinschaftsmitteln bereit.
LEADER+ verstand sich nicht nur als Fortsetzung der vorherigen Initiative LEADER I und II, sondern zielte auf ambitionierte, gebietsspezifische Strategien für die Entwicklung des ländlichen Raums ab. Dabei kam der Kooperation und der Vernetzung der ländlichen Gebiete und dem gezielten Aufbau eines Regionalmanagements besondere Bedeutung zu. Grundsätzlich konnten sämtliche ländlichen Gebiete der EU im Rahmen von LEADER+ gefördert werden.

## Allgemeiner Programmaufbau
Seit Beginn der Förderperiode 2007–2013 ist LEADER Teil der Mainstream-Förderung der Europäischen Union. Finanziert wird das Programm aus dem neu geschaffenen ELER-Fonds. Konkretisiert wird dieser Politikansatz durch die Förderprogramme in den Mitgliedsländern. Im Vorwege der Förderperiode wurden diese nationalen Programme in Einklang mit den EU-Förderbestimmungen gebracht.
Kennzeichnend für das LEADER-Programm sind sieben wesentliche Merkmale:
1. Territoriale lokale Entwicklungsstrategien
2. Bottom-up-Ausarbeitung und Umsetzung von Strategien
3. Öffentlich-private Partnerschaften: die Lokalen Aktionsgruppen (kurz: LAG)
4. Innovation erleichtern
5. Integrierte und multisektorale Aktionen
6. Netzwerkbildung
7. Kooperation

## Situation in Deutschland
Für die Durchführung der EU-Förderprogramme in Deutschland sind die Bundesländer zuständig. Diese haben im Vorwege der Förderperiode Programme zur Entwicklung ihrer ländlichen Räume erarbeitet, die unter anderem auch einen LEADER-Ansatz beinhalten. Begrenzender Faktor bei der Erstellung waren die zuvor feststehenden Förderrichtlinien des ELER-Fonds. Während die Mehrzahl der Bundesländer die Auswahl der Regionen durch einen Wettbewerb durchführte, haben andere einen eher flächenorientierten Ansatz gewählt (z. B. AktivRegion Schleswig-Holstein). Die Anzahl der LEADER-Regionen und deren Größe schwankt dadurch sehr stark zwischen einer (Hamburg) und 58 (Bayern).
Die Förderperiode 2014–2020 weist 321 LEADER-Regionen in Deutschland aus, in etwa zwei Drittel der Fläche der Bundesrepublik. LEADER wird im Wesentlichen im Gemeinsamen Strategischen Rahmen von der LEADER-Kommission vorgegeben und durch die Vorgaben im ergänzt. Damit möchte die LEADER-Kommission den Erfolg von auf die anderen Strukturfonds übertragen und diese motivieren, ebenfalls die LEADER-Methode umzusetzen und LEADER-Mittel für LEADER-Regionen zur Verfügung zu stellen. Die LEADER-Regionen sind in ihren Projekten nicht mehr an Maßnahmen gebunden und können sich thematisch wieder mehr an ihrem Bedarf orientieren.
Ein Beispiel ist das Projekt Dorfauto.

## Situation in Österreich
In Österreich gehören 2020 77 anerkannte lokale Aktionsgruppen (LAG), sog. LEADER-Regionen dazu. Diese umfassen eine Fläche von rund 72.000 km² und 4,3 Millionen Einwohner. Außer Wien (keine ländliche Region) sind sämtliche Bundesländer vertreten.

### Sonderfall Steiermark: LEADER Kultur
Das Bundesland Steiermark hat in der LEADER-Periode 2007–2013 einen Sonderfall geschaffen. In Kooperation der Abteilung 7 (Landes- und Gemeindeentwicklung) und der Abteilung 9 (Kultur, Europa, Außenbeziehungen) wurde die „Verbindung zwischen Aktionen zur Entwicklung der ländlichen Wirtschaft“ auch kulturell gedeutet und gemäß Sonderrichtlinien „LEADER Kultur“ eingeführt.
Grundlage dieses Sonderfalls ist das „Aktionsprogramm Achse 4 LEADER über kulturelle Förderungen im ländlichen Raum von 2007–2013 durch die Europäische Union und vom Land Steiermark Kultur“. Fachreferent Gerald Gigler (Abteilung 7) hat dieses Regelwerk um „Sechs Punkte zum Kulturgeschehen“ ergänzt.
Die aktuellen Kulturprojekte sind auf der „Übersichtskarte Leader-Regionen“ (Land Steiermark) zusammengefasst und abrufbar. Das erste LEADER-Kulturprojekt im Rahmen dieses soziokulturellen Experiments wurde 2009 vom Gleisdorfer kultur.at: verein für medienkultur realisiert. Es ist in der LEADER-Energieregion Weiz-Gleisdorf verankert.
- 29. Jänner 2009: Die erste gesamtsteirische LEADER-Kulturkonferenz im „Forum Kloster“ in Gleisdorf.
- 9. März 2009: Vertragsunterzeichnung zum ersten österreichischen LEADER-Kultur-Projekt „Kulturfokus Energie-Region“ (Gleisdorf)
- 2010: Ein Arbeitsjahr, drei verschiedene Landeskulturreferenten: Kurt Flecker, Bettina Vollath und Christian Buchmann
- 18. Jänner 2010: Vertragsunterzeichnung für das Folgeprojekt: „kunst ost – soziokulturelle Drehscheibe“ (Gleisdorf)
- 29. April 2010: Die erste LEADER-Landeskulturkonferenz mit Landeskulturrätin Bettina Vollath in Weiz
- November 2011: Beginn der Arbeit am kulturpolitischen Teilprojekt „Kulturpakt Gleisdorf“
- 4. Juli 2012: Das Bundesministerium für Unterricht, Kunst und Kultur zieht Zwischenbilanz in der Konferenz „Kultur in der EU-Regionalpolitik“ (Praxis und Perspektiven)[11], der Konferenzbericht[12] fasst aktuelle Positionen aus mehreren Bundesländern zusammen. Die Konferenz ist Anlass für die Präsentation der Studie „Der Kreativ-Motor für die regionale Entwicklung. Kunst- und Kulturprojekte und die EU-Strukturförderung in Österreich“.[13]

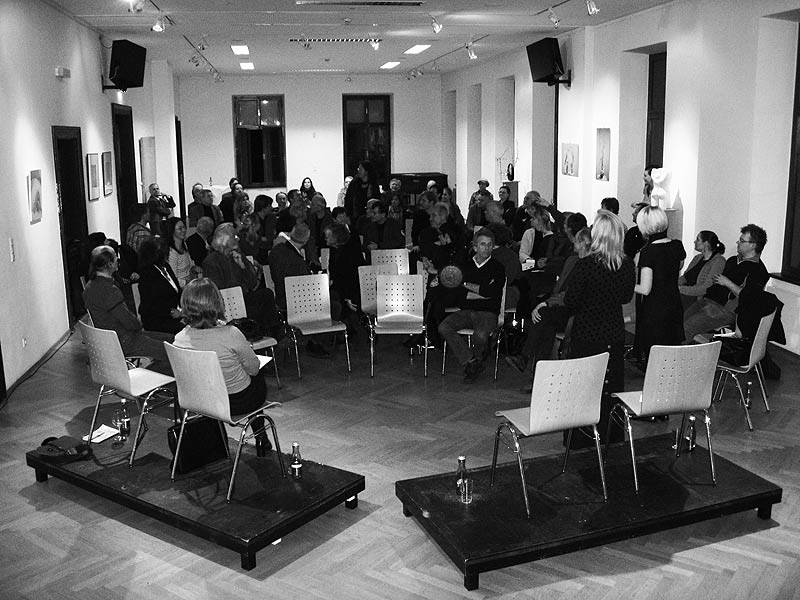
Die erste LEADER-Kulturkonferenz des EU-Projektes (29. Januar 2009)
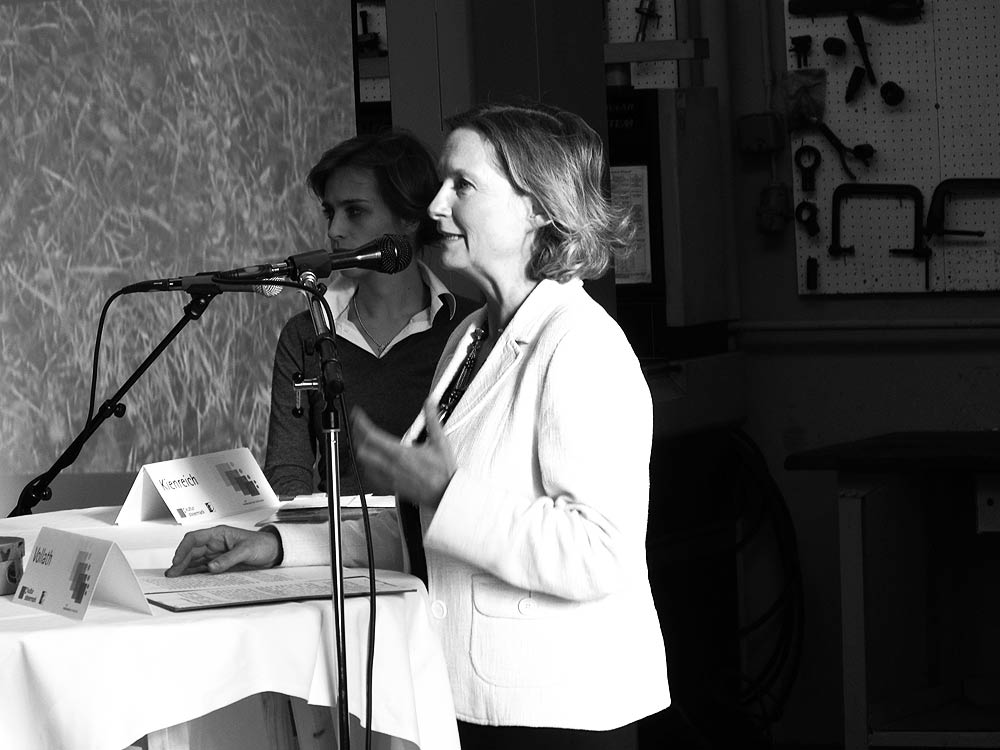
Landesrätin Bettina Vollath bei der ersten LEADER-Landeskulturkonferenz in Weiz (29. April 2010)

#### LEADER Kultur-Projekte
- Brücken in die Gegenwart, Region Mariazellerland-Mürztal
- „Kultur Verbindet“ Hausleitner Erlebnisweg, Leaderprojekt der Leader Region Weinviertel-Donauraum Fertigstellung 2014
- KUKnet Murau, Region Holzwelt Murau
- Kultur 24, Region Hügelland östlich von Graz-Schöcklland
- Kultur im Bezirk Liezen, Bergregion Oberes Ennstal, Ausseerland-Salzkammergut
- Kultur leben im Steirischen Vulkanland, Region Steirisches Vulkanland
- Kulturpakt Gleisdorf 2014,[14] Energieregion Weiz-Gleisdorf
- Kunst Ost,[15] Energieregion Weiz-Gleisdorf
- Kunst und Zeit – 10days10artists, Region Oststeirisches Kernland
- Musik und Kulturregion Joglland, Region Kraftspendedörfer Joglland
- styrian summer_art/regional, Region Oststeirisches Kernland
- LEADER Mittlere Alb e. V., Region: Schwäbische Alb[16]

#### Kulturelle Kontextregionen
„In bestmöglichem Sinne eröffnet sich durch diese LEADER Initiative in unterschiedlichen Kontextregionen (die nicht mit einer einzelnen LEADER Region ident sein müssen) etwas, das ich als soziokulturellen open space Ansatz bezeichnen möchte.“

LEADER-Managerin Iris Absenger-Helmli und ihr Amtskollege Wolfgang Berger tragen diese Basis-Initiative Kunst- und Kulturschaffender mit. Siehe: „Die EU setzt auf Kulturarbeit“
Die „Energieregion Weiz-Gleisdorf“ und die Region „Oststeirisches Kernland“ erarbeiten in der Praxis, was vom Land Steiermark als „Kulturelle Kontextregion“ definiert wurde. Die Projekte „kunst ost“ („Energieregion“) und „Kunst und Zeit – 10days10artists“ („Kernland“) sind die erste Formation dieser Art eingegangen.

#### 2014 bis 2020
„In einem Trilog am 24.09.2013 wurde eine politische Einigung zwischen dem Rat und dem Europäischen Parlament Bezug auf die Verordnung zur ländlichen Entwicklung 2014–2020 erzielt.“ Die Ländliche Entwicklung in Österreich zielt auf „intelligentes, nachhaltiges und stabiles Wachstum in der gesamten Europäischen Union“ und ist „stark auf Bildungs- und Investitionsmaßnahmen sowie auf eine ökologische und ressourcenschonende Bewirtschaftung ausgerichtet“.
Der TIP-Tourismusverband Gleisdorf hat dazu von April bis November 2014 in Kooperation mit dem Kulturlabor „Kunst Ost“ ein eigenes LEADER-Kulturprojekt realisiert, in dem die Arbeit der vorangegangenen LEADER-Periode ausgewertet und Grundlagen für die neue LEADER-Periode fixiert wurden: „Kulturpakt Gleisdorf 2014“.
Die Schnittstelle zwischen alter und neuer LEADER-Periode war eine abschließende LEADER-Kulturkonferenz am 21. Oktober 2014 in Gleisdorf unter Leitung von LEADER-Managerin Iris Absenger-Helmli, im Rahmen des Gleisdorfer Kunstsymposions 2014.

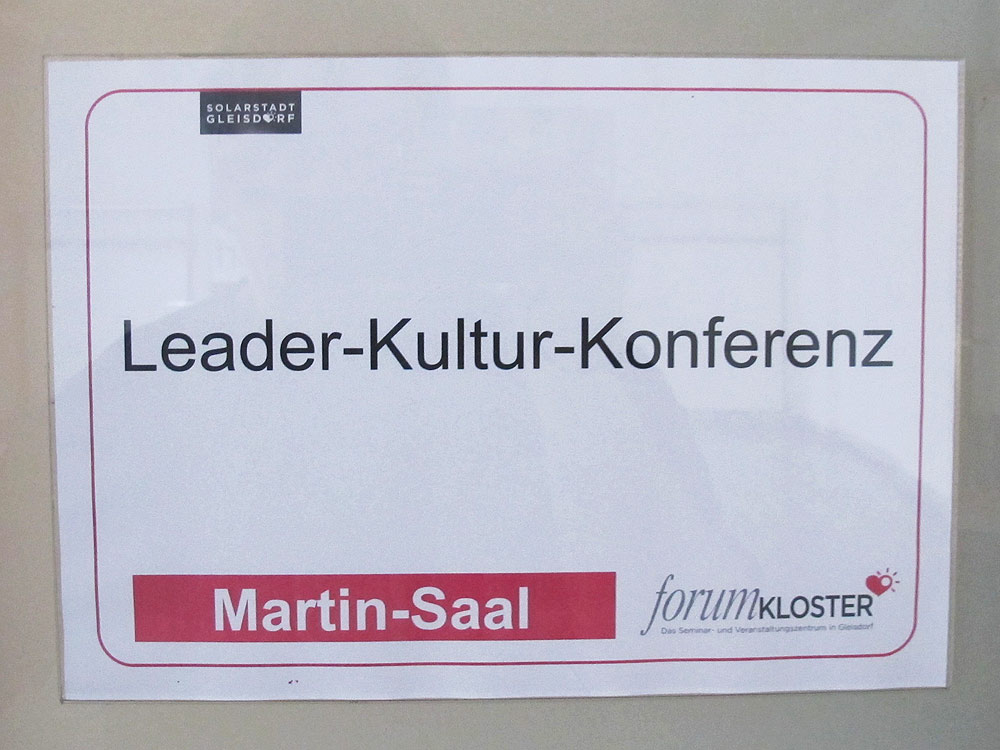
Gleisdorf verbindet das LEADER-Programm mit Kulturthemen

## Situation in Luxemburg
LEADER I (1991–1993) richtete sich ausschließlich an die Stausee-Region. Von LEADER II (1994–1999) war der gesamte Norden des Landes betroffen, wie Redingen/Wiltz und Clerf/Vianden. Von LEADER+ profitierten alle ländlichen Regionen innerhalb Luxemburgs (wie z. B. Müllerthal), wofür bis 2006 2,6 Millionen Euro an EAGFL-Mitteln zur Verfügung gestellt wurden, denen im Rahmen einer Kofinanzierung nationale Mittel gegenüberstehen mussten.